# Misérinmeer
Het Misérinmeer (Italiaans: Lago Misérin; Frans : Lac Misérin) is een meer in de Champorchervallei in de Italiaanse regio Aostadal. Het meer ligt op 2.577 m hoogte.

## Beschrijving
Het meer ligt in het midden van een breed bekken dat in het westen wordt begrensd door het Cognedal en de Champorchervallei, in het noorden door de vallei tussen deze laatste en het Soanadal en in het oosten door de bergkam van de Mont Rascias, die het meer scheidt van de Banchivallei. Vlakbij het meer liggen de berghut van Misérin en het heiligdom Notre-Dame-des-Neiges. De kerk is begin augustus het doel van een historische bedevaart die gelovigen uit zowel het Soanadal (in Piëmont, ten zuiden van het meer) als de Champorchervallei samenbrengt.
Het gebied rond het meer is een goed uitkijkpunt voor uitzicht op de toppen van de vallei, waaronder de Rosa dei Banchi en de Mont Glacier. Uit het water van het meer ontspringt de beek Ayasse, die door de hele Champorchervallei stroomt.

## Bereikbaarheid
Het is mogelijk om het meer te bereiken via een gemakkelijk pad dat begint bij het Dondénazbekken in de buurt van de Dondénaz berghut. Vanuit het Soanadal kan het meer bereikt worden door de Colle della Rosa (2.957 m boven zeeniveau) over te steken, terwijl de verbinding met het Cognedal via de Fenêtre de Champorcher gaat.

## Galerij

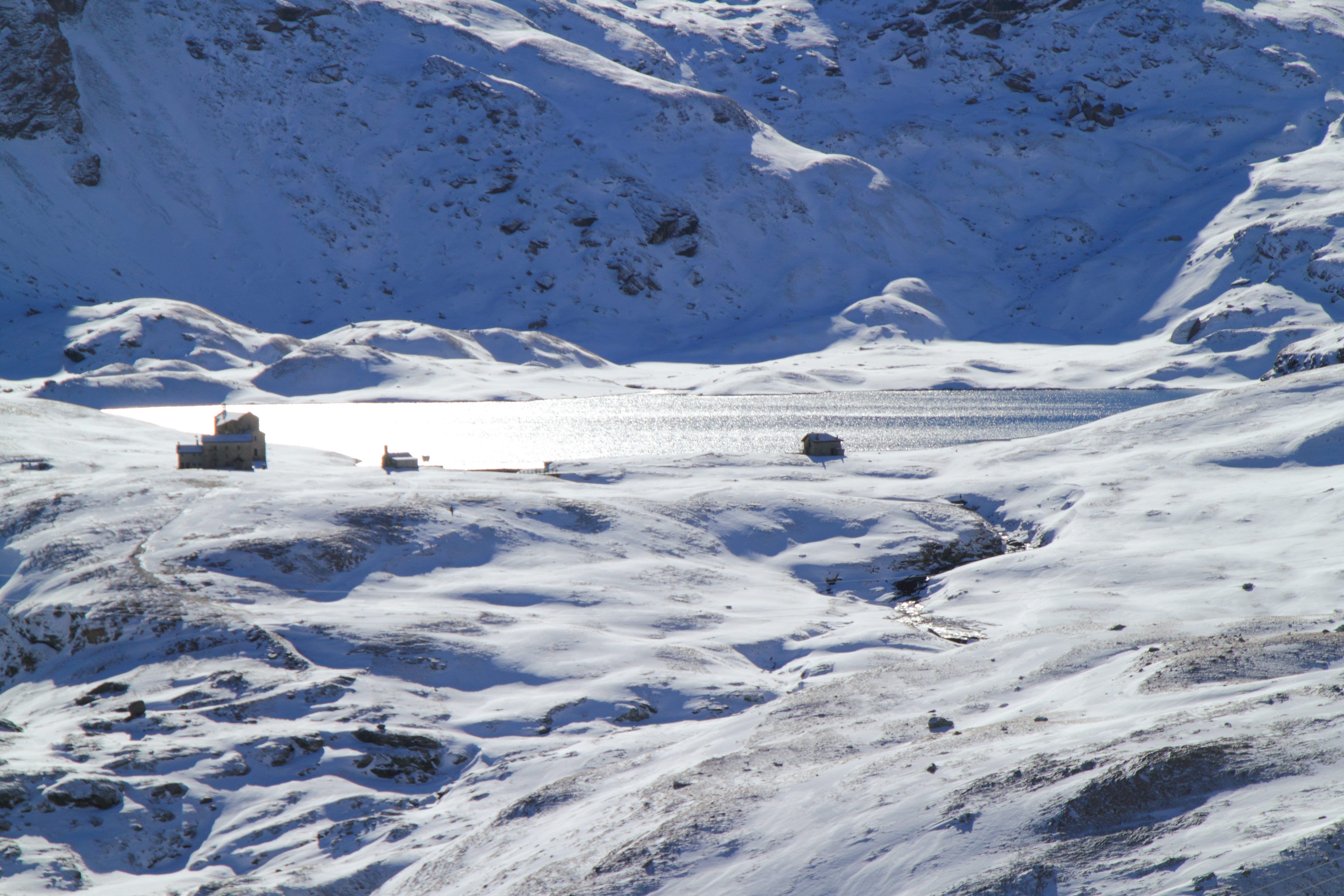
Het meer in de winter
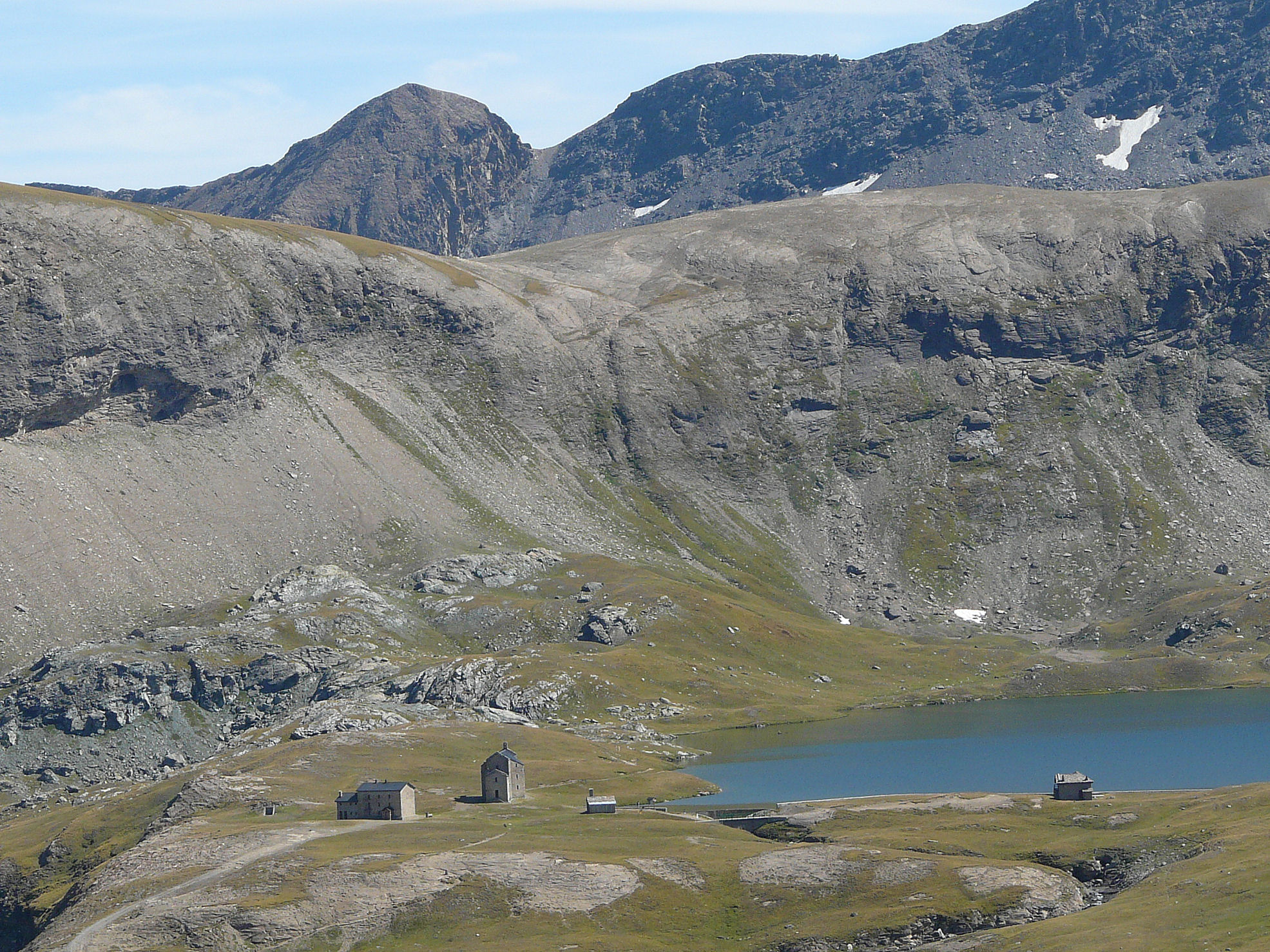
Het meer met de berghut en de kerk
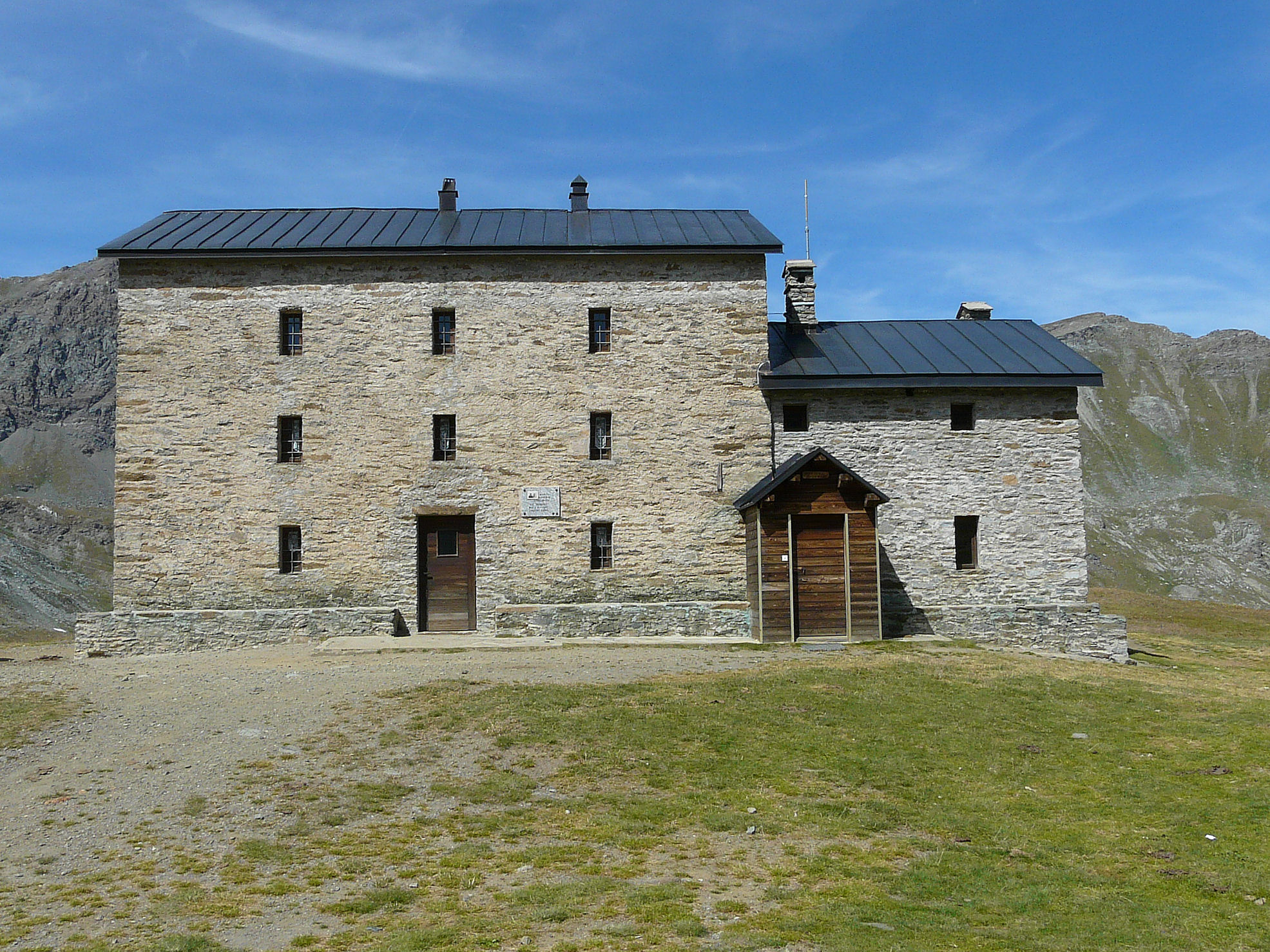
De berghut van Misérin